# Anhangabaú (Jundiaí)
Anhangabaú é um bairro do município brasileiro Jundiaí (São Paulo).
Localizado na entrada principal da cidade, tem seu território cortado pela Av. Jundiaí que dá acesso a principais centros de lazer e convívio social da cidade, como o Parque Comendador Antonio Carbonari, Parque da Uva - Local de eventos - (que recebe as principais festas, shows, feiras e atrações artísticas da cidade), Ginásio de Esportes Dr. Nicolino de Lucca - Bolão (que recebe esse nome devido ao seu formato de arquitetura, pioneiro no Brasil), Praça das Bandeiras e Av. Nove de Julho, além de levar diretamente ao centro antigo da cidade.
Dispõe de uma variada e extensa rede comercial, com residências de alto nível, consideradas como das classes A e B, que o torna bastante vulnerável a violência.
É no Anhangabaú, que funciona a cadeia municipal de Jundiaí. Faz divisa com bairros importantes, como: Retiro, Centro e Jardim Paulista.

## Loteamentos
O bairro é composto dos seguintes loteamentos:
- Jardim Luciana[1]
- Chácaras São Roque[1]
- Bairro Anhangabaú[1]
- Jardim Ana Maria[1]
- Jardim da Flórida[1]
- Jardim da Serra[1]
- Jardim Paulista[1]
- Vila Japi[1]
- Ana[1]
- Vila Iracema[1]
- Vila Loyola[1]
- Vila Cacilda[1]
- Jardim Santa Adelaide[1]
- Jardim Anhanguera[1]

## Uso do solo
Considerando-se os tipos de uso legalmente permitidos, pode-se observar a ocupação predominantemente residencial do bairro.
- Uso residencial: 70,96%
- Uso comercial e de serviços: 17,15%
- Uso institucional: 10,87%
- Uso industrial: 1,02%

## Etimologia
Em língua tupi, a palavra "anhangabaú" significa "águas maléficas". Conta a tradição oral que, no passado, a região teria abrigado um cemitério no qual, devido à distância em relação ao centro, eram enterrados aqueles que morriam por doenças contagiosas. O povoamento do local se intensificou a partir da chegada dos imigrantes pois a pressão demográfica motivou as autoridades públicas a lotearam a terra, ainda no final do século XIX. Já no século XX, a construção da RodoviaAnhanguera na década de 1940 e, depois, os melhoramentos promovidos na região com a abertura da Avenida Jundiaí e a construção do "Bolão" durante os anos 1950, promoveram a valorização e o crescimento do bairro.